# Косово на зимних Олимпийских играх 2022
Косово участвовала в зимних Олимпийских играх 2022 года в Пекине, Китай, с 4 по 20 февраля 2022 года.
Сборная Косово состоит из двух горнолыжников (мужчины и женщины). Впервые в составе сборной Косово на зимних Олимпийских играх участвует женщина. Оба лыжника были знаменосцами страны во время церемонии открытия. Тем временем лишь доброволец был знаменосцем на церемонии закрытия.

## Участники
Ниже приведён список участников, участвующих в Олимпийских Играх.
| Спорт       | Мужчины | Женщины | Всего |
| ----------- | ------- | ------- | ----- |
| Горные лыжи | 1       | 1       | 2     |
| Всего       | 1       | 1       | 1     |

## Горные лыжи
Выполнив основные квалификационные стандарты, Косово квалифицировало одного мужчину и одну женщину-горнолыжника.
| Спортсмен     | Событие                   | Забег 1 | Забег 1 | Забег 2 | Забег 2 | Всего   | Всего |
| Спортсмен     | Событие                   | Время   | Место   | Время   | Место   | Время   | Место |
| ------------- | ------------------------- | ------- | ------- | ------- | ------- | ------- | ----- |
| Альбин Тахири | Мужской скоростной спуск  | н/д     | н/д     | н/д     | н/д     | 1:52.44 | 35    |
| Альбин Тахири | Мужской гигантский слалом | 1:13.42 | 37      | 1:16.43 | 29      | 2:29.85 | 30    |
| Альбин Тахири | Мужской слалом            | 1:04.01 | 44      | 58.93   | 36      | 2:02.94 | 37    |
| Альбин Тахири | Мужская комбинация        | 1:52.44 | 22      | 55.85   | 15      | 2:48.29 | 15    |
| Киана Криезиу | Женский гигантский слалом | 1:18.78 | 59      | 1:23.41 | 49      | 2:42.19 | 49    |